# Idoli
Idoli bądź VIS Idoli (serb. Идоли/ВИС Идоли) – jugosłowiański zespół nowofalowy, aktywny w latach 1980–1984.
W 1981 roku zespoły Idoli, Šarlo akrobata i Električni orgazam wydały album Paket aranžman, który jest uważany za pierwszy nowofalowy album w Jugosławii oraz za jedno z najważniejszych wydawnictw w jugosłowiańskim rocku.
Zespół Yugoton na swoim debiutanckim albumie Yugoton umieścił dwie piosenki z repertuaru zespołu Idoli z polskimi tekstami, w wykonaniu polskich muzyków i piosenkarzy. Były to: Malcziki (Maljčiki) w wykonaniu zespołu Yugoton i Kazika Staszewskiego z polskim tekstem Kazika oraz Rzadko widuję cię z dziewczętami (Retko te vidjam sa devojkama) w wykonaniu Yugotonu, Kasi Nosowskiej i Pawła Kukiza.

## Skład
- Vlada Divljan – gitara, śpiew
- Nebojša Krstić – perkusja, śpiew
- Srđan Šaper – perkusja, śpiew

## Dyskografia

### Albumy
- VIS Idoli (Jugoton, 1981)
- Paket aranžman (Jugoston, 1981) – z Šarlo akrobata i Električni orgazam
- Оdbrana i poslednji dani (Jugoton, 1982)
- Jugoton Express (Jugoton, 1982) – z Mato Došenem
- Čokolada (Jugoton, 1983)
- Šest dana juna (muzika iz filma) (Jugoton, 1985)

### Single
- Maljčiki (Jugoton, 1980)
- Pomoć, pomoć / Retko te viđam sa devojkama (Izgled, 1981)
- Bambina (Jugoton, 1983)
- Ona to zna (Jugoton, 1985)

Źródło: 